# Mount Mitchell
För andra betydelser, se Mount Mitchell (olika betydelser).
Mount Mitchell är det högsta berget i Appalacherna och det högsta på östra Nordamerikas fastland. Det var det högsta berget i USA till dess att Texas gick med i unionen 1845. Det högsta berget öster om Klippiga bergen är Harney Peak i Black Hills, South Dakota. Mount Mitchell ligger nära Burnsville i Yancey County (North Carolina) i Black Mountains (en del av Appalacherna) omkring 32 kilometer nordost om Asheville. Berget är skyddat av Mount Mitchell State Park och är omgivet av Pisgah National Forest.
Berget är namngivet efter Elisha Mitchell, en professor på University of North Carolina som mätte bergets höjd men föll och avled när han skulle kontrollera sina mätningar. Han föll i närheten av Mitchell Falls 1857. 
Att bestiga Mount Mitchell är ganska enkelt nu för tiden eftersom en väg utanför Blue Ridge Parkway finns i närheten och en 300 meter lång stig leder genom en barrskog till toppen. På toppen låg ett tolv meter högt stenobservatorium som revs i slutet av 2006 och ersattes av en lägre plattform. Vid bergets topp ligger Elisha Mitchell begravd.